# Томсон (річка)

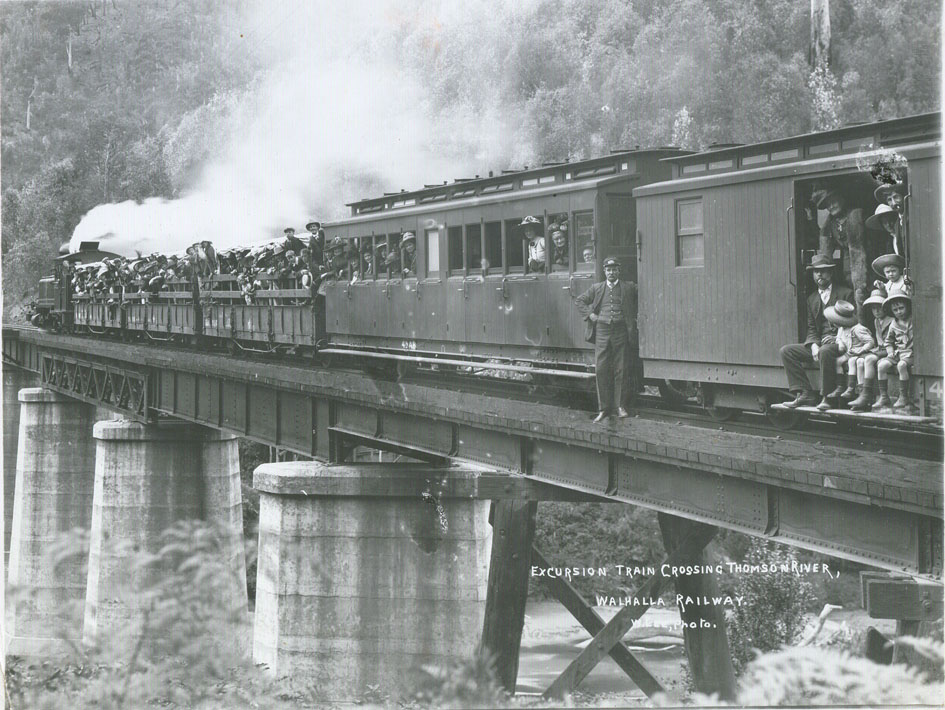
Екскурсійний потяг «Вальгалла» перетинає річку (1910)

Томсон - річка у Вікторії, Австралія. Бере свій початок поблизу міста Ньюлендс від північно-західного краю плато Боу Боу на висоті 972 м. Впадає до річки Латроб на висоті 1.55 м поблизу міста Сейл. Має довжину 170 км. 

Долина річки широко використовувалась у часи золотої лихоманки наприкінці XIX століття. 